# ميك ماكنيل
ميك ماكنيل (بالإنجليزية: Mick McNeil)‏ هو لاعب كرة قدم بريطاني في مركز ظهير، ولد في 7 فبراير 1940 في ميدلزبرة في المملكة المتحدة. شارك مع منتخب إنجلترا لكرة القدم. أما مع النوادي، فقد لعب مع إيبسويتش تاون ونادي كامبريدج ستي ونادي ميدلزبره.

## وصلات خارجية
- ميك ماكنيل على موقع ناشيونال فوتبول تيمز (الإنجليزية)